# Biała Marianna

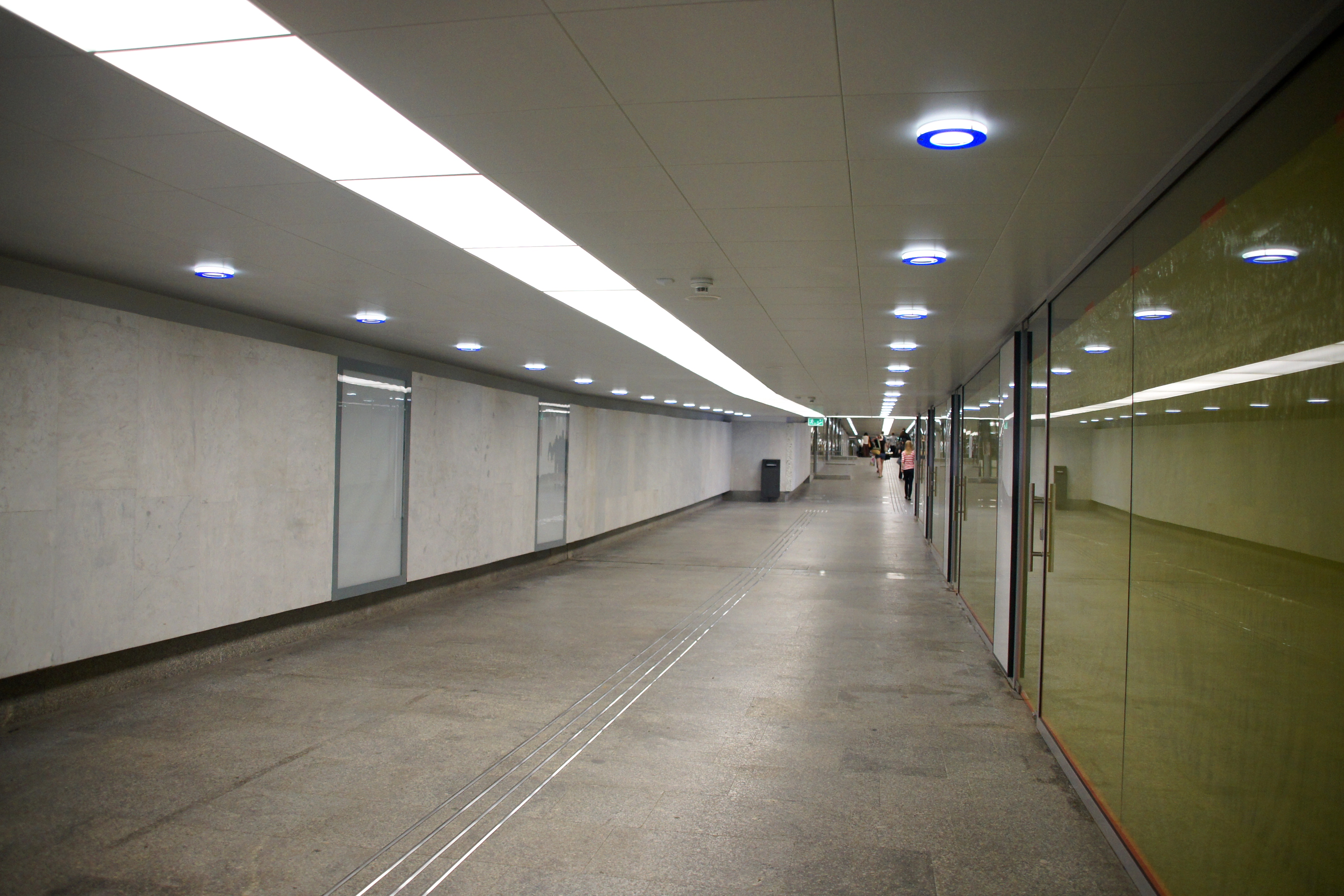
Marmur Biała Marianna jako kamień okładzinowy w budownictwie

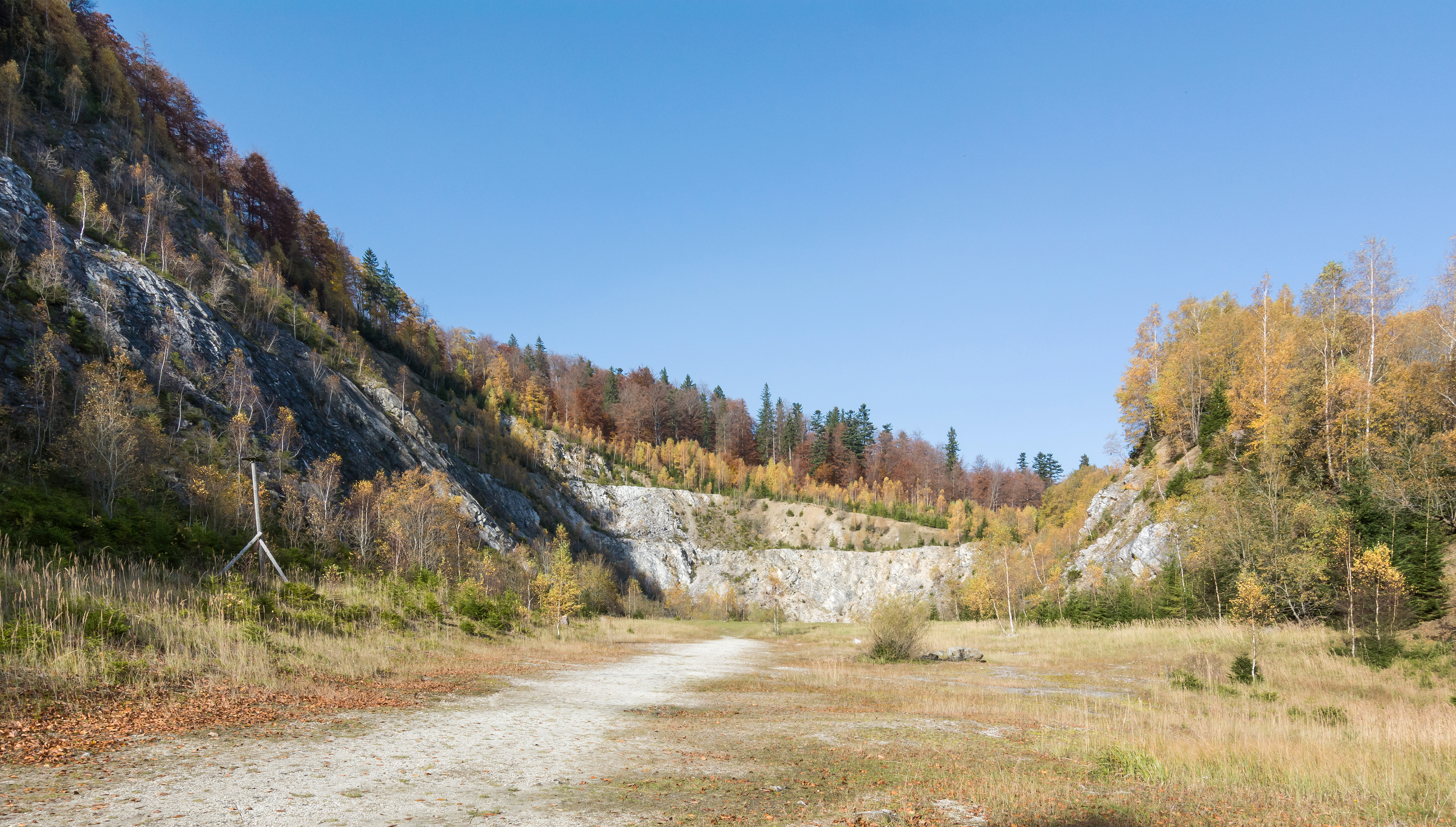
Kamieniołom Kletno I w którym wydobywano marmur

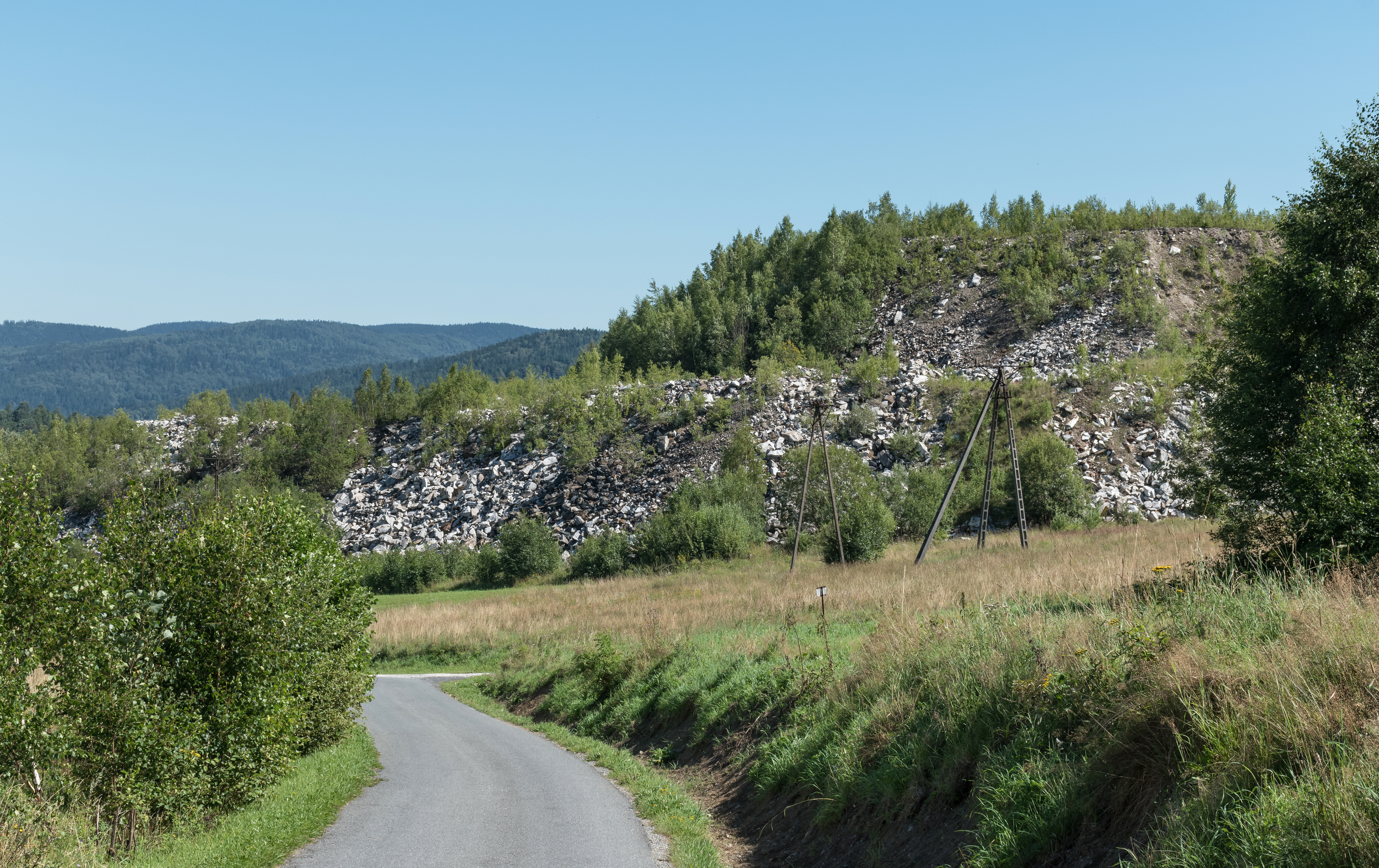
Hałdy w Kamieniołomie Biała Marianna w Stroniu Śląskim

Biała Marianna – szlachetna odmiana marmuru o śnieżnobiałym kolorze, z miejscowymi zabarwieniami koloru jasnoróżowego i jasnożółtego.
Odmiana charakteryzuje się wysokim stopniem przekrystalizowania oraz wysoką, sięgającą do 90%, zawartością czystego węglanu wapnia oraz niską, poniżej 1% zawartością tlenku magnezu. Odmianę tworzą średnio i grubokrystaliczne białe marmury kalcytowe, które w kierunku spągu złoża przechodzą w szare i laminowane. Złoże marmuru Biała Marianna znajduje się na południowo-zachodnim stoku wzniesienia Krzyżnik w Masywie Śnieżnika i znane jest od 1839.
Nazwa marmuru pochodzi od imienia byłej właścicielki dużej części Masywu Śnieżnika i Gór Bialskich księżnej Marianny Orańskiej.

## Zastosowanie
Biała Marianna jest odmianą odporną na wietrzenie. Wartość dekoracyjna białych marmurów porównywana jest do marmurów karraryjskich. Z Białej Marianny wykonano wystrój kamienny we wnętrzach wielu budynków urzędów państwowych, teatrów, hoteli, kin i innych. Białą Mariannę użyto do wystroju wnętrz budynków m.in. sejmu, Filharmonii Narodowej, Teatru Wielkiego, hotelu Europejskiego i ścian Dworca Centralnego w Warszawie.
W przeszłości z Białej Marianny wyrabiano drobną galanterię: świeczniki, płyty stołowe, garnitury na biurka itp. oraz stosowano do dekoracji kościołów i pałaców m.in. wykorzystywano do dekoracji wnętrz pałacu w Kamieńcu Ząbkowickim.